# The Running Jumping & Standing Still Film
„Тичащият подскачайки и застиващ на място филм“ (на английски: The Running Jumping & Standing Still Film) е британска късометражна комедия от 1959 година с участието на Питър Селърс.

## Сюжет
Филмът е комедия, разказваща за английските недели и малките хобита, с които хората се занимават, за да убият време, докато са на пикник на поляната. Комичните ситуации в лентата включват жена, която почиства тревата, докато един мъж тича с игла в ръка около пън, имитирайки грамофон. Фотограф развива лентата от апарата си в езерото, докато художник рисува числа върху лицето на модела си. Един спортист тича около палатката, която е изградил, а мъж, държащ нож предизвиква на дуел друг, който има пистолет. Група мъже изграждат хвърчило от британския флаг, прикачвайки към него кош. Един от тях скача в коша и се опитва да полети, но хвърчилото се счупва.

## В ролите
- Ричард Лестър като художника
- Питър Селърс като фотографа
- Брус Лейси като мъжът, имитиращ грамофон
- Норман Росингтън като брадатия мъж[2]

## Продукция
Филмът е заснет в рамките на две недели през 1959 година при бюджет от £ 70, включително £ 5 за наем на поляната.

## Награди и номинации
- Награда Златна врата за най-добър късометражен фантастичен филм от Международния кинофестивал в Сан Франциско, Калифорния през 1959 година.
- Номинация за Оскар за най-добър късометражен игрален филм от 1960 година.[3]